# Lønstrup Klint
57°25′N 9°45′Ø / 57.417°N 9.750°Ø
Lønstrup Klint er en klint i Vendsyssel på 15 kilometers længde, der strækker sig fra Lønstrup i nord til Løkken i syd, hvor den undervejs passerer Rubjerg Plantage. Det højeste punkt er Rubjerg Knude, hvor det nu nedlagte Rubjerg Knude Fyr står. Klinten blev dannet under den sidste istid og består af sand og lerlag. Området er en del af Natura 2000-område nr. 7 Rubjerg Knude og Lønstrup Klit.